# Az elveszett világ: Jurassic Park
Az elveszett világ: Jurassic Park (Eredeti cím: The Lost World: Jurassic Park; Alternatív cím: Jurassic Park 2. – Az elveszett világ) a Jurassic Park című film folytatása. A film forgatókönyvének alapja Michael Crichton Az elveszett világ című könyve. Steven Spielberg rendezte, bemutatójára 1997-ben került sor. Ez a Jurassic Park filmsorozat második része.

## Cselekmény
Két csapat expedíciót szervez Isla Sornára, az InGen cég kísérleti telephelyére, ahol a Jurassic Park dinoszauruszait hozták létre és nevelték fel. A két csapatot két különböző cél vezérli: Sarah Harding és társai a dinoszauruszokat akarja tanulmányozni, az InGen csapata pedig az állatokat akarja befogni és a szárazföldre szállítani.
Sarah mentőakciót szervez a befogott állatok megmentésére és az InGen felszerelése elpusztul. Egy kölyök T-Rexet elvisznek a lakókocsijukba. Emiatt a felnőtt T-Rexek rájuk támadnak és a lakókocsit a szakadékba lökik. A két csapatnak össze kell fogni, hogy élve kijussanak a szigetről. Az egyedüli rádióállomás a sziget belsejében található, így mindenki elindul odafelé.

## Szereplők
| Szereplő | Színész              | Magyar hang          |
| --- | -------------------- | -------------------- |
| Ian Malcolm | Jeff Goldblum        | Szabó Sipos Barnabás |
| Sarah Harding | Julianne Moore       | Spilák Klára         |
| Roland Tembo | Pete Postlethwaite   | Áron László          |
| Peter Ludlow | Arliss Howard        | Józsa Imre           |
| John Hammond | Richard Attenborough | Velenczey István     |
| Nick Van Owen | Vince Vaughn         | Széles László        |
| Kelly Curtis | Vanessa Lee Chester  | Nemes Takách Kata    |
| Dieter Stark | Peter Stormare       | Szakácsi Sándor      |
| Ajay Sidhu | Harvey Jason         | Botár Endre          |
| Eddie Carr | Richard Schiff       | Papp János           |
| Dr. Robert Burke | Thomas F. Duffy      | Háda János           |
| Tim Murphy | Joseph Mazzello      | Szőke András         |
| Lex Murphy | Ariana Richards      | Vadász Bea           |
| Carter | Thomas Rosales Jr.   | Várkonyi András      |
| Cathy Bowman | Camilla Belle        | Szőnyi Juli          |
| Mrs. Bowman | Cyndi Strittmatter   | Bencze Ilona         |
| Mr. Bowman | Robin Sachs          | Barbinek Péter       |
| Hammond komornyikja | Ian Abercrombie      | Antal László         |
| Benjamin | Colton James         | Szvetlov Balázs      |
| További magyar hangok: Bácskai János, Hankó Attila, Horányi László, Jakab Csaba, Lázár Sándor, Orosz Helga, Uri István, Wohlmuth István |                      |                      |

## Őslények
- Compsognathus longipes
- Stegosaurus stenops gigas
- Parasaurolophus walkeri androgens
- Mamenchisaurus constructus
- Gallimimus bullatus bullatus
- Pachycephalosaurus wyominges calvus
- Triceratops horridus
- Tyrannosaurus rex
- Velociraptor/Deinonychus antirrhopus nublarensis
- Pteranodon stembergi

## Érdekességek
A filmben használt Mercedes-Benz W163 terepjáró megtekinthető a stuttgarti Mercedes-Benz Múzeumban.